# 小長舌果蝠屬
小長舌果蝠屬（学名：Macroglossus），哺乳綱、翼手目、狐蝠科的一屬，而與小長舌果蝠屬（小長舌果蝠）同科的動物尚有非洲長舌果蝠屬（非洲長舌果蝠）、豬形果蝠屬（黑腹所羅門果蝠）、大長舌果蝠屬（大長舌果蝠）等之數種哺乳動物。

## 下属物种
- 小長舌果蝠 Macroglossus minimus (E. Geoffroy, 1810)
- 安氏长舌果蝠 (大長舌果蝠) Macroglossus sobrinus K. Andersen, 1911